# Ђавољи реп
„Ђавољи реп” је југословенски ТВ филм из 1967. године који је режирала Љиљана Билуш.

## Улоге
| Глумац           | Улога |
| ---------------- | ----- |
| Ратко Буљан      |       |
| Јурица Дијаковић |       |
| Шпиро Губерина   |       |
| Фахро Коњхоџић   |       |
| Ива Марјановић   |       |
| Дамир Мејовшек   |       |
| Иван Шубић       |       |